# Warmsteinmassage

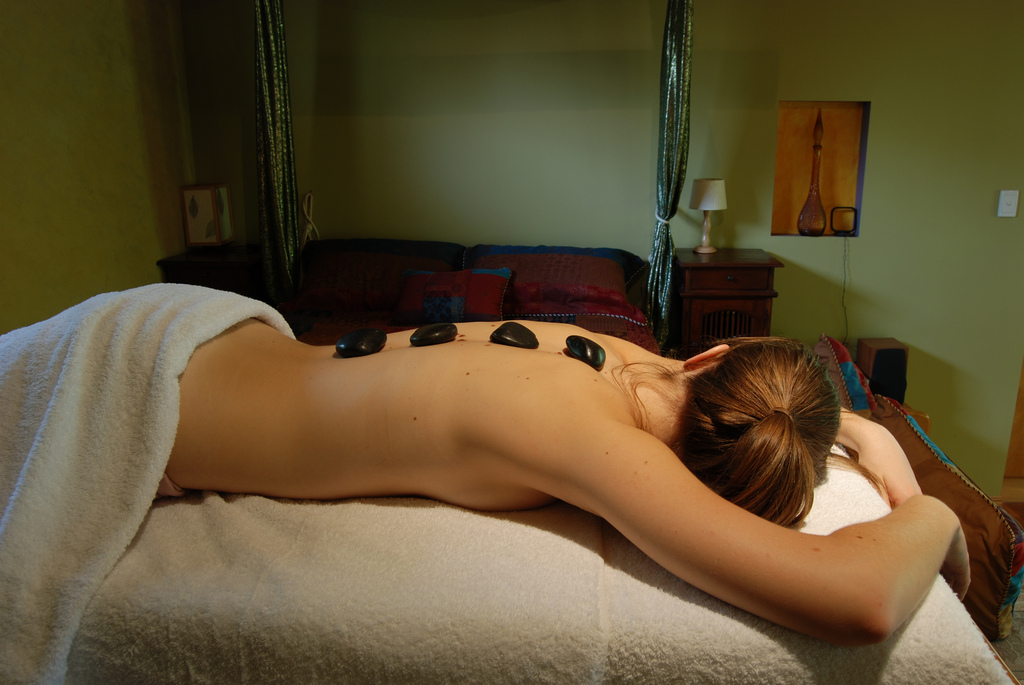
Aufgelegte warme Steine

Die Warmsteinmassage (Hot Stone Massage) ist eine Massageform unter Zuhilfenahme aufgeheizter Steine, meist aus Basalt, die auf den Körper gelegt werden. Die Steine werden dazu in einem Wasserbad auf eine Temperatur von etwa 60 °C erwärmt. Ziel ist die Entspannung der Muskeln durch Wärme.

## Geschichte
Die Warmsteinmassage ist nicht nur asiatischen Ursprungs. Im gesamten asiatischen, pazifischen und amerikanischen Raum wird sie aus Urzeiten übermittelt. In Deutschland wird sie meist nur mit indianischem Ursprung beworben. In den USA wird behauptet, die Warme-Steine-Massage stamme aus Schweden, dort ist diese Massage jedoch weitgehend unbekannt. Tatsächlich ist die Behandlung mit warmen Steinen in allen Erdteilen unabhängig voneinander entwickelt worden. In Asien war das Auflegen von warmen Steinen bereits vor der Besiedelung der Polynesischen Länder bekannt, generell wird der Ursprung dieser Methode dem Heilwesen und Schamanismus zugeschrieben.
Der Begriff La-Stone bedeutet Lava-Steine und geht auf die Verwendung vulkanischen Gesteins in Hawaii zurück. Das „La“ in der Bezeichnung La-Stone deckt sich auch mit dem tibetanischen Wort für Lebensenergie, worauf dieses Wort ebenfalls zurückgeführt wird. Die alten kāhuna benutzten zur Massage, auf Hawaiisch Lomi Lomi Nui, auch Stöcke und die pōhaku wela, die heißen Steine. Kleine, vom Wasser abgewaschene, runde flache Kieselsteine kommen bei der Lomi Lomi ʻiliʻili zur Anwendung.
Bei der La-Stone-Massage werden zu den erwärmten Steinen zudem noch gekühlte Marmorkugeln verwendet, so dass die Massage um einen Reiz erweitert wird.

## Anwendung
Bei der Behandlung legt sich der Klient zum einen auf einige der Steine, welche Layoutsteine genannt werden. Andere werden auf den Körper gelegt. Mit weiteren Steinen wird aktiv gearbeitet und der Patient wird mit diesen Steinen massiert, wobei die Steine sich besonders für Friktionen eignen.
Auch möglich ist es, mit einem Stein auf die Muskulatur zu klopfen und mit einem zweiten den ersten Stein wiederholt anzuschlagen. Auf diese Weise wird ein Massagereiz gesetzt, der einer Vibration ähnlich ist.
Neben den Wirkungen der Massage selbst und der muskelentspannenden Wirkung der Wärme wirkt besonders der bewusst eingesetzte Gegensatz von Wärme und Kälte auf das vegetative Nervensystem.
Auch wird diese Massage oft mit der Aromatherapie verbunden, so dass neben den oben genannten Wirkungen zusätzlich ätherische Öle auf den Körper wirken.